# جامل ماكلين
جامل ماكلين (بالإنجليزية: Jamel McLean)‏ مواليد 18 أبريل 1988، هو لاعب كرة سلة أمريكي بدأ مسيرته الاحترافية في سنة 2011 يلعب مع فريق ألبا برلين في الدوري الألماني لكرة السلة ويحمل الرقم 33. يبلغ طوله 6 قدم 8 بوصة (2.0 م).

## فرق لعب لها
- تليكوم باسكتس بون
- ألبا برلين

## روابط خارجية
- جامل ماكلين على موقع الدوري الأوروبي لكرة السلة (الإنجليزية)
- جامل ماكلين على موقع دوري كرة السلة الياباني للمحترفين (اليابانية)
- جامل ماكلين على موقع كرة السلة الأوروبية.كوم (الإنجليزية)
- جامل ماكلين على موقع DraftExpress.com (الإنجليزية)
- جامل ماكلين على موقع كلية كرة السلة في سبورتس رفرنس.كوم (الإنجليزية)
- جامل ماكلين على موقع ريلجم (الإنجليزية)
- جامل ماكلين على موقع بروبوليرز (الإنجليزية)
- جامل ماكلين على موقع سبورتس رفرنس (الإنجليزية)